# Атласов, Владимир Васильевич
Влади́мир Васильевич Атла́сов (Володимер Отласов; ок. 1661/1664, Великий Устюг — 1 февраля 1711, Нижнекамчатск) — русский землепроходец, якутский казак, приказчик Анадырского острога (с 1695 года). В 1697—1698 годах возглавлял первый поход русских по Камчатке, завершившийся присоединением этого полуострова к Российскому государству.
А. С. Пушкин назвал Атласова «Камчатским Ермаком», а академик Крашенинников — «обретателем Камчатки». До В. В. Атласова на Камчатке уже побывали казачий десятник Якутского острога Иван Рубец в 1662 году, казаки Лука Семёнович Морозко и Иван Осипович Голыгин, посланные в Анадырский острог «ради ясашного збору» в 1695—1696 годах.

## Биография
Отцом Атласова был якутский казак, в прошлом устюжский крестьянин, бежавший за Урал. В 1682 году Владимир Атласов начал службу по сбору ясака на реках Алдан и Уда. В 1695 году, дослужившись до пятидесятника, был назначен приказчиком Анадырского острога. Разведав через посланного им казака Луку Семёновича Морозко о Камчатке, стал готовиться к экспедиции.
Весной 1697 года Атласов во главе отряда из 120 человек (60 казаков и 60 юкагиров) на оленях предпринял поход на юг от Анадырского острога через Корякский хребет. Достигнув Камчатки, отряд разделился. Лука Семёнович Морозко со своими людьми отправился на восточное побережье Камчатки, а Атласов на западный берег полуострова. Затем отряд соединился и их дальнейший путь пролёг по центральной части Камчатского полуострова.
В ходе похода были захвачены четыре корякских острожка, поставлен памятный крест на реке Канучь и заложен Верхнекамчатский острог на реке Камчатке. Маршрут экспедиции закончился на южной оконечности полуострова, где из устья реки Нынгичу (Голыгиной) Атласов имел возможность наблюдать неизвестные ранее Курильские острова. Вернувшись затем в Верхнекамчатский острог и оставив там своих людей, Атласов отправился в Анадырский острог, куда он прибыл 2 июля 1698 года вместе с 15 русскими служивыми людьми и с 4 юкагирами.
В 1700 году Атласов прибыл в Якутский острог, где систематизировал собранные в ходе похода материалы, написав подробные «сказки», в которых сообщил о рельефе, климате, флоре и фауне, населении Камчатки и близлежащих островов, «через кои путь лежит в зело чудное Нифонское царство». К «сказкам» прилагалась и первая карта Камчатки.
В 1701 году якутский воевода отправил Атласова в Москву с отчётом о походе. В числе прочего он привёз с собой потерпевшего кораблекрушение на Камчатке «пленного индейца» по имени Денбей, который оказался японцем из города Осака и который именовался «Апонского государства татарин именем Денбей» в бумагах Приказа артиллерии, где он стал служить переводчиком. Денбея представили 2 января 1702 года царю Петру Алексеевичу. Так в Москве появился первый японец.
За успешный поход, закончившийся присоединением Камчатки к России, Атласову был присвоен чин казачьего головы и выдана награда в размере 100 рублей. Однако в том же 1701 году, 29 августа, Атласов напал на дощаник «гостя» Добрынина, отобрал у него китайские шёлковые ткани на сумму 16 622 рубля, «раздуванил» их между своими спутниками и едва не утопил сопровождавшего караван «прикащика». На него было заведено уголовное дело. Атласов был арестован, допрошен «с пристрастием» и посажен в тюрьму в Якутске, где просидел до 1706 года, после чего был вновь отправлен на Камчатку, на этот раз приказчиком.

## Гибель
К моменту прибытия на Камчатку Атласова со служилыми людьми и двумя пушками (причём с полномочием казнить инородцев смертью, а подчинённых своих наказывать «не токмо батогами, но и кнутом») коряки уже подняли бунт и убили «прикащиков» Протопопова и Шелковникова, а ительмены уничтожили Верхнекамчатский острог со всем его гарнизоном и убили 15 казаков. Атласов усердно пользовался карательными полномочиями, восстановив против себя и население, и своих подчинённых.

В декабре 1707 года казаки (Данила Анциферов, Харитон Березин, Степан Большаков, Алексей Посников, Григорий Шибанов, Андрей Петров), привыкшие к вольной жизни, взбунтовались, отрешили Атласова от власти, выбрали нового начальника и, чтобы оправдаться, послали в Якутск новые челобитные с жалобами на обиды со стороны Атласова и преступления, совершённые им:
Володимер в дому своем стал со служилыми людми дратися, и ухватил со спицы палаш, и с тем палашем на служилых людей метался; и служилые люди, бороняся от себя, его Володимера в дому его, с нашего совету казачья, убили, для того: опасался от него Володимера к себе убойства. И прежде сего он Володимер нашу братью служилых людей многих ножем резывал.
Бунтовщики посадили Атласова в «казёнку» (тюрьму), а имущество его отобрали в казну. Атласов бежал из тюрьмы и явился в Нижнекамчатск, где потребовал от местного приказчика сдачи ему начальства над острогом; тот отказался, но оставил Атласова на воле. В 1709 году на смену Атласову направили нового приказчика, Петра Чирикова, а в 1710 году вместо Чирикова приказчиком должен был стать Осип Липин. В январе 1711 года Липин и Чириков возвращались в Верхнекамчатск. По дороге взбунтовавшиеся казаки убили Липина. Чирикову они дали время покаяться (впоследствии он был также убит), а сами направились в Нижнекамчатск, чтобы убить Атласова, где и осуществили своё намерение 1 февраля 1711 года. Его преемником стал Данила Яковлевич Анциферов, принимавший активное участие в бунте и убийстве государевых приказчиков.

## Память
- Остров Атласова[17], бухта Атласова, вулкан Атласова, посёлок Атласово[18] в Мильковском районе Камчатского края.
- Река Атласовка (остров Сахалин, залив Анива)[17].
- В. Л. Комаров назвал в честь В. В. Атласова травянистое растение из семейства бобовых, произрастающее только на Камчатке, — астрагал Атласова (Astragalus atlasovii Kom.) (в последних флористических сводках растение более известно как астрагал полярный (Astragalus polaris Benth.)[19].
- Именем Атласова в 2014 году названа улица в городе Московском Новомосковского административного округа города Москвы[20].
- В 1973 году на берегу реки Камчатки была установлена деревянная пятиметровая стела в честь похода Атласова[21].